# هاور بوشر
هاور بوشر (به انگلیسی: Havre Boucher) یک منطقهٔ مسکونی در کانادا است که در شهرستان آنتیگونیش، نوا اسکوشیا واقع شده‌است. هاور بوشر ۱٬۴۹۳ نفر جمعیت دارد.